# Episodi di Bayside School (terza stagione)
La terza stagione del telefilm Bayside School è andata in onda negli USA dal 14 settembre al 21 dicembre 1991. In Italia la serie è stata trasmessa dal canale privato Italia 1. Mentre la messa in onda originale americana è stata soggetta a stravolgimenti totalmente arbitrari da parte della NBC (ragion per cui le quattro stagioni ufficiali non rispecchiano l'ordine cronologico della serie stessa), per le repliche e per i passaggi televisivi internazionali, le varie emittenti hanno ripristinato l'ordine corretto originale. Dal momento che in Italia, le quattro stagioni sono state trasmesse senza soluzione di continuità, l'ordine cronologico delle puntate non rispecchia quello della messa in onda originale.
Il doppio episodio natalizio (Buon Natale a tutti - Parte 1/Buon Natale a tutti - Parte 2) in Italia venne anticipato nella programmazione in modo da coincidere con le vacanze di Natale.
| nº | Titolo originale                  | Titolo italiano                            | Prima TV USA      | Prima TV Italia  |
| -- | --------------------------------- | ------------------------------------------ | ----------------- | ---------------- |
| 1  | The Last Dance                    | L'ultimo ballo                             | 14 settembre 1991 | 19 novembre 1993 |
| 2  | Zack's Birthday                   | Compleanno a Malibù                        | 14 settembre 1991 | 9 dicembre 1993  |
| 3  | The Aftermath                     | Gelosia                                    | 21 settembre 1991 | 20 novembre 1993 |
| 4  | The Game                          | La scommessa vincente                      | 21 settembre 1991 | 10 dicembre 1993 |
| 5  | Operation Zack                    | Un brutto sogno                            | 28 settembre 1991 | 30 novembre 1993 |
| 6  | Fourth of July                    | Miss libertà                               | 28 settembre 1991 | 11 dicembre 1993 |
| 7  | Check Your Mate                   | Il berretto portafortuna                   | 5 ottobre 1991    | 2 dicembre 1993  |
| 8  | My Boyfriend's Back               | Il ritorno dell'ex                         | 5 ottobre 1991    | 14 dicembre 1993 |
| 9  | Fake I.D.'s                       | Documenti falsi                            | 19 ottobre 1991   | 24 novembre 1993 |
| 10 | Boss Lady                         | Capo per un giorno                         | 19 ottobre 1991   | 13 dicembre 1993 |
| 11 | Pipe Dreams                       | Petrolio e progetti                        | 26 ottobre 1991   | 3 dicembre 1993  |
| 12 | The Last Weekend                  | Festa di fine estate                       | 26 ottobre 1991   | 15 dicembre 1993 |
| 13 | The Wicked Stepbrother Part 1 e 2 | Un fratellastro poco simpatico 1 e 2 parte | 2 novembre 1991   | 22 novembre 1993 |
| 14 | The Wicked Stepbrother Part 1 e 2 | Un fratellastro poco simpatico 1 e 2 parte | 2 novembre 1991   | 23 novembre 1993 |
| 15 | Date Auction                      | Ragazzi all'asta                           | 9 novembre 1991   | 25 novembre 1993 |
| 16 | All in the Mall                   | Quando i soldi non rendono                 | 9 novembre 1991   | 8 dicembre 1993  |
| 17 | S.A.T.S.                          | Un test per il college                     | 16 novembre 1991  | 27 novembre 1993 |
| 18 | Palm Springs Weekend Part 1 e 2   | Un matrimonio contestato 1 e 2 parte       | 16 novembre 1991  | 16 dicembre 1993 |
| 19 | Palm Springs Weekend Part 1 e 2   | Un matrimonio contestato 1 e 2 parte       | 23 novembre 1991  | 17 dicembre 1993 |
| 20 | Hold me Tight                     | Wrestling al femminile                     | 23 novembre 1991  | 26 novembre 1993 |
| 21 | No Hope With Dope                 | Droga? No grazie                           | 30 novembre 1991  | 4 dicembre 1993  |
| 22 | Rockumentary                      | Star del rock                              | 30 novembre 1991  | 7 dicembre 1993  |
| 23 | Cut Day                           | Il giorno di riposo                        | 7 dicembre 1991   | 1 dicembre 1993  |
| 24 | Home for Christmas Part 1 e 2     | Buon Natale a tutti - 1 e 2 parte          | 7 dicembre 1991   | 23 dicembre 1993 |
| 25 | Home for Christmas Part 1 e 2     | Buon Natale a tutti - 1 e 2 parte          | 14 dicembre 1991  | 24 dicembre 1993 |
| 26 | Mystery Weekend                   | Weekend del terrore                        | 21 dicembre 1991  | 6 dicembre 1993  |